# M29 박격포

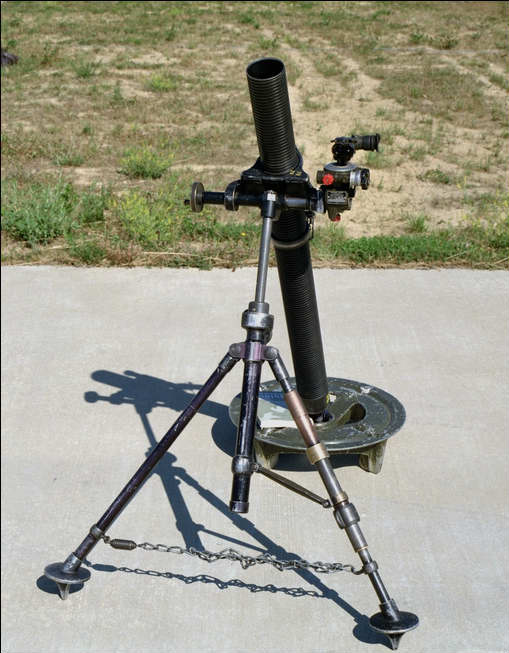

M29 박격포(영어: M29 mortar)는 미국에서 만들어진 81 mm 박격포이다. 1952년부터 미군에서 사용되었으며, 1987년에 M252 박격포로 대체되었다.

## 81mm박격포의 특징[1]
81mm박격포의 특징으로는 활강식, 포구장전식, 고각사격식이 있다. 활강식이란 활강총포의 특징으로 포구내에 강선이 없어 포탄이 스키타듯이 미끄러져 내려가 공이 부딪혀 발사되는 형식이다. 포구장전식이란 포구에 포탄을 넣어 발사하는 방법을 가리키는 특징이다. 고각사격식이란 직접 적을 눈으로 보고 발사하는 형식과 반대되는 사격 방법으로 산이나 건물 등을 이용하여 적에게 위치를 노출 시키지 않으며 약 최소40도에서 최대 85의 각도로 박격포를 운영하는 특징이다.
81MM 박격포의 주화력으로 사용되는 고폭탄은 최대사거리가 4737M이며 살상 반경은 34M, 피해 범위는 반경50M이다. 이 외에도 조명탄은 최대사거리가 3050M, 백린연막탄의 최대사거리는 3681M이다.
조명탄의 종류도 여러가지가 있는데 KM301A1, KM301A2, KM301A3가 있다.

### 81mm박격포의 제원
81mm박격포는 포다리 18kg, 포열 13kg, 포판 11.5kg으로 구성되어 3단 분리와 합체가 가능하다. 이 3단 결합이 완료된후 마지막으로 박격포의 꽃이라 불리는 가늠자가 더해지면 81mm박격포는 완성된다.
포판은 배와 발톱으로 구성되어 있으며 포판의 구멍이 4곳에 뚤려있는데 이것은 무게를 감량하고, 수중기등을 배출하는 역할을 한다.
포열 겉에는 강선으로 되어있다. 이것은 연속사격시 포열이 빠르게 열을 방출하여 사격을 계속할 수 있도록 하기 위함이다.
포다리는 크게 가로활대, 세로활대 포다리 발톱과 발로 구성되어 있다. 포다리를 사이를 이어주는 용수철과 쇠줄이 있는데 이것은 포판의 U자형 가동굴대집과 완충기와 같이 포탄을 발사한 후에 충격을 완화 시켜주는 역할을 한다.